# وورال قاوونجو
وورال قاوونجو (بالتركية: Vural Kavuncu)‏, (ولد: 8 مارس 1966, «طاوْشانْلي» في كوتاهْية, تركيا) سياسي تركي. ونائب حالي وسابق في البرلمان التركي لأكثر من دورة ممثلا عن حزب العدالة والتنمية.